# مباراة الموت
مباراة الموت (بالأوكرانية:Матч смерті) ، هي مباراة جمعت بين نادي ستارت ونظيره فلايكيلف الألماني بتاريخ 9 أغسطس 1942م ، وحينما تغلب الفريق ستارت الأوكراني على الفريق الألماني بنتيجة خمسة أهداف لهدفين ، حدثت مذبحة مروعة راح خلالها لاعبي الفريق الأوكراني.

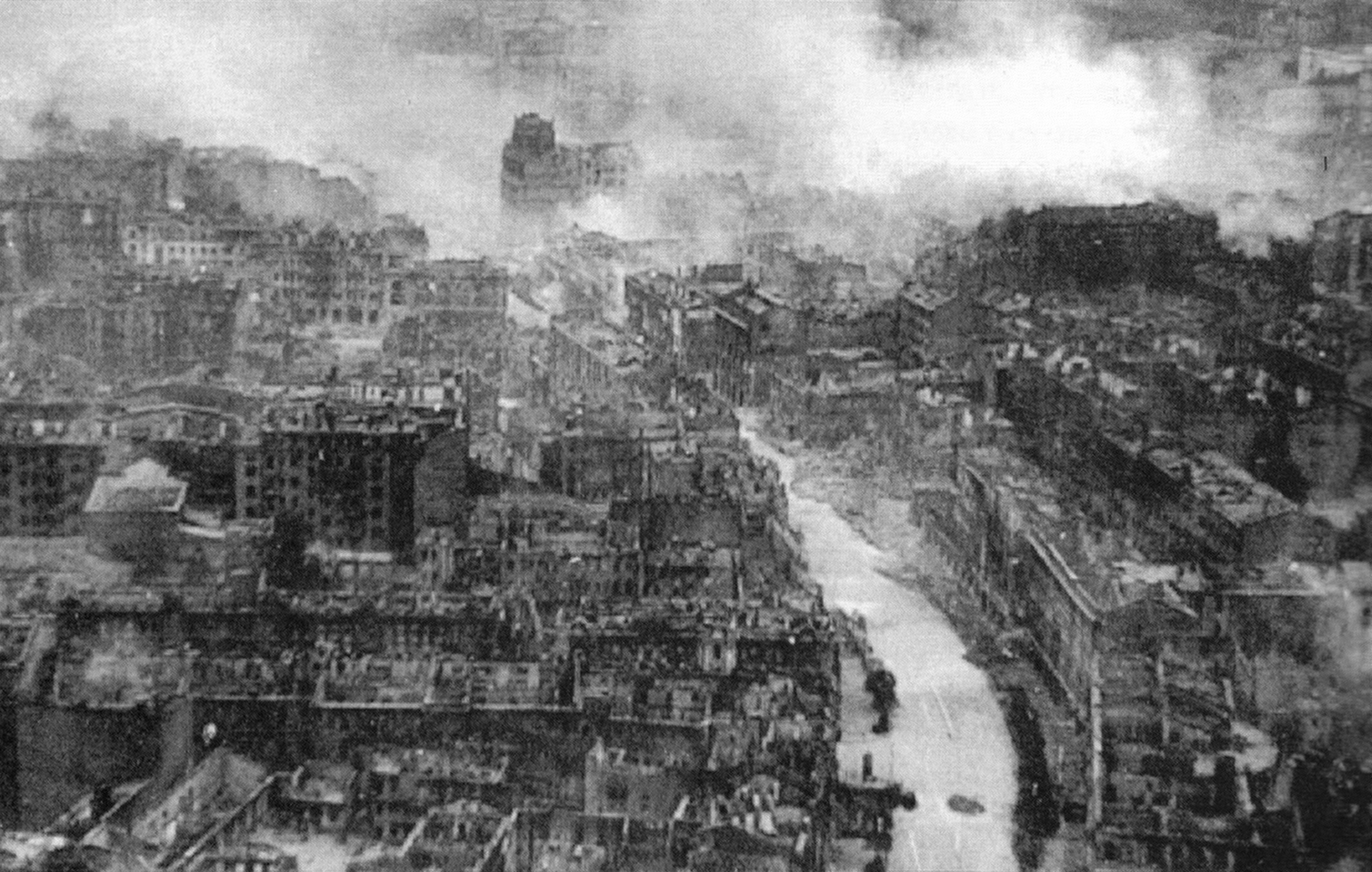
تدمير العاصمة الأوكرانية كييف بسبب مباراة كرة القدم.

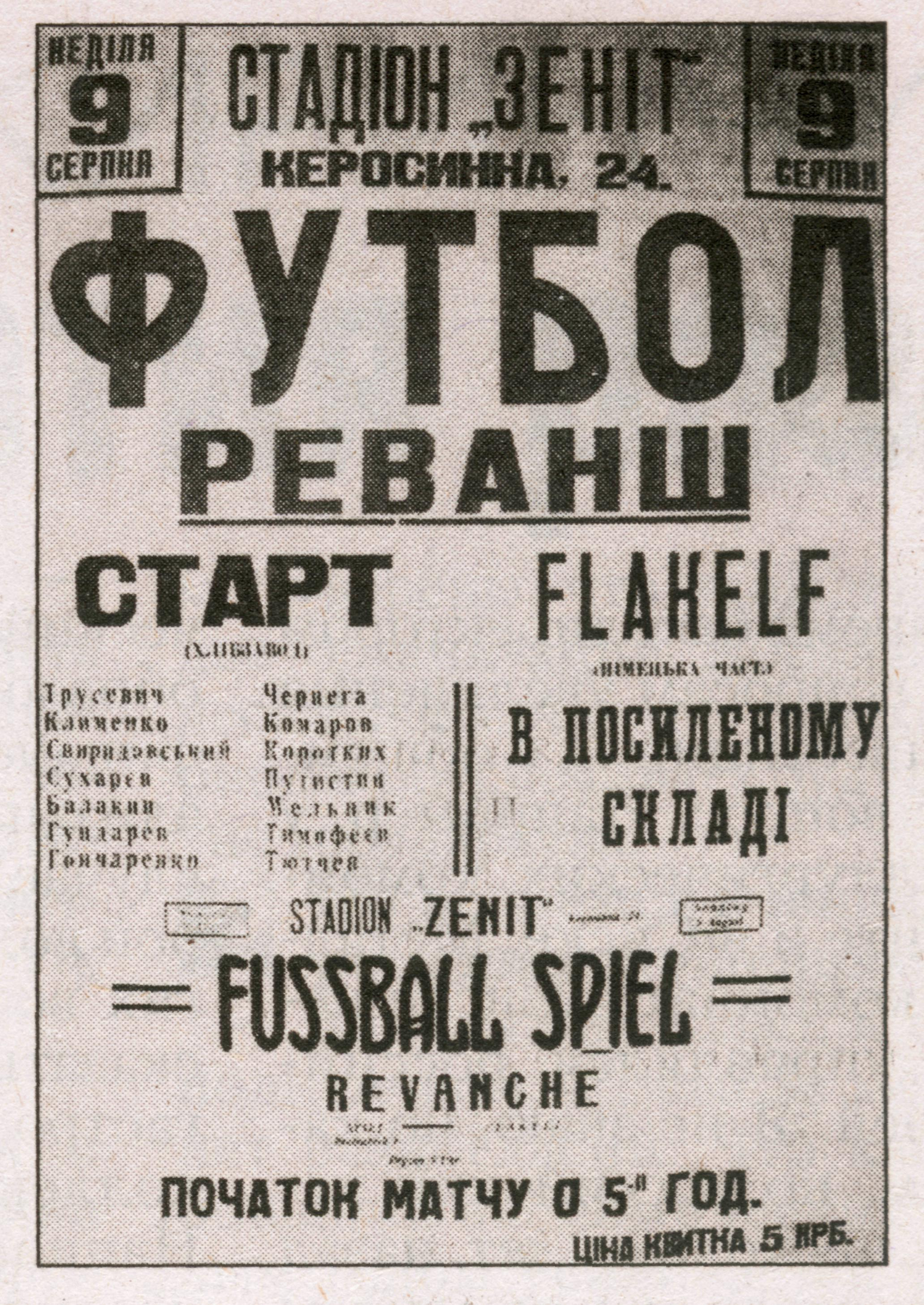
نشرت المنشورة الأوكرانية عن مباراة الموت.

## وصلات خارجية
- Place of a monument in KIev
- Photographs of Start players: Kuzmenko, Komarov, Putistin, Honcharenko, Timofeyev, Trusevich, Tyutchev, Klimenko
- Summary of Ukrainian reports (in Russian)
- Confrontation of the Soviet propaganda version and the results of Ukrainian historians (in Russian)